# Fedor Shalyapin
Die Fedor Shalyapin war ein Passagierschiff der sowjetischen Black Sea Shipping Company, das 1955 als Ivernia der britischen Cunard Line in Dienst gestellt wurde. 1963 erhielt das Schiff den Namen Franconia, unter dem es bis 1971 im Einsatz stand. 1973 kaufte die Black Sea Shipping Company das Schiff und setzte es fortan als Fedor Shalyapin ein, ehe es 1996 ausgemustert und 2004 im indischen Alang abgewrackt wurde.

## Geschichte
Die Ivernia wurde unter der Baunummer 693 bei John Brown & Company in Clydebank gebaut und am 14. Dezember 1954 vom Stapel gelassen. Nach der Ablieferung an die Cunard Line im Juni 1955 nahm das Schiff am 1. Juli 1955 den Liniendienst von Greenock nach Montreal auf. Im April 1957 wechselte es auf die Strecke von Southampton nach Montreal.
Bereits zum Zeitpunkt ihrer Indienststellung galt die Ivernia, ein klassisches Passagierschiff mit großer Frachtkapazität und Designanleihen aus Cunard-Einheiten der Vorkriegsjahre, als eher altmodisches Schiff. So verfügte sie über keine Klimaanlage, viele der Kabinen hatte keine eigenen Badezimmer. Dennoch blieb die Ivernia in ihren ersten Dienstjahren zunächst erfolgreich, ehe die Konkurrenz durch Linienflüge den Transatlantikdienst unwirtschaftlich machten.
Von Oktober 1962 bis April 1963 wurde die Ivernia bei ihrem Erbauer in Clydebank umgebaut und in Franconia umbenannt. Im Juli 1963 nahm sie den Linienbetrieb auf der Strecke von Rotterdam nach Montreal auf. Ziel des Umbaus neben einer generellen Modernisierung der Passagiereinrichtungen war, das Schiff fortan neben dem immer weniger lukrativen Liniendienst auch für Kreuzfahrten einsetzen zu können. Ab 1970 war das Schiff ausschließlich Kreuzfahrten im Einsatz, wurde jedoch schließlich im Oktober 1971 aufgelegt.

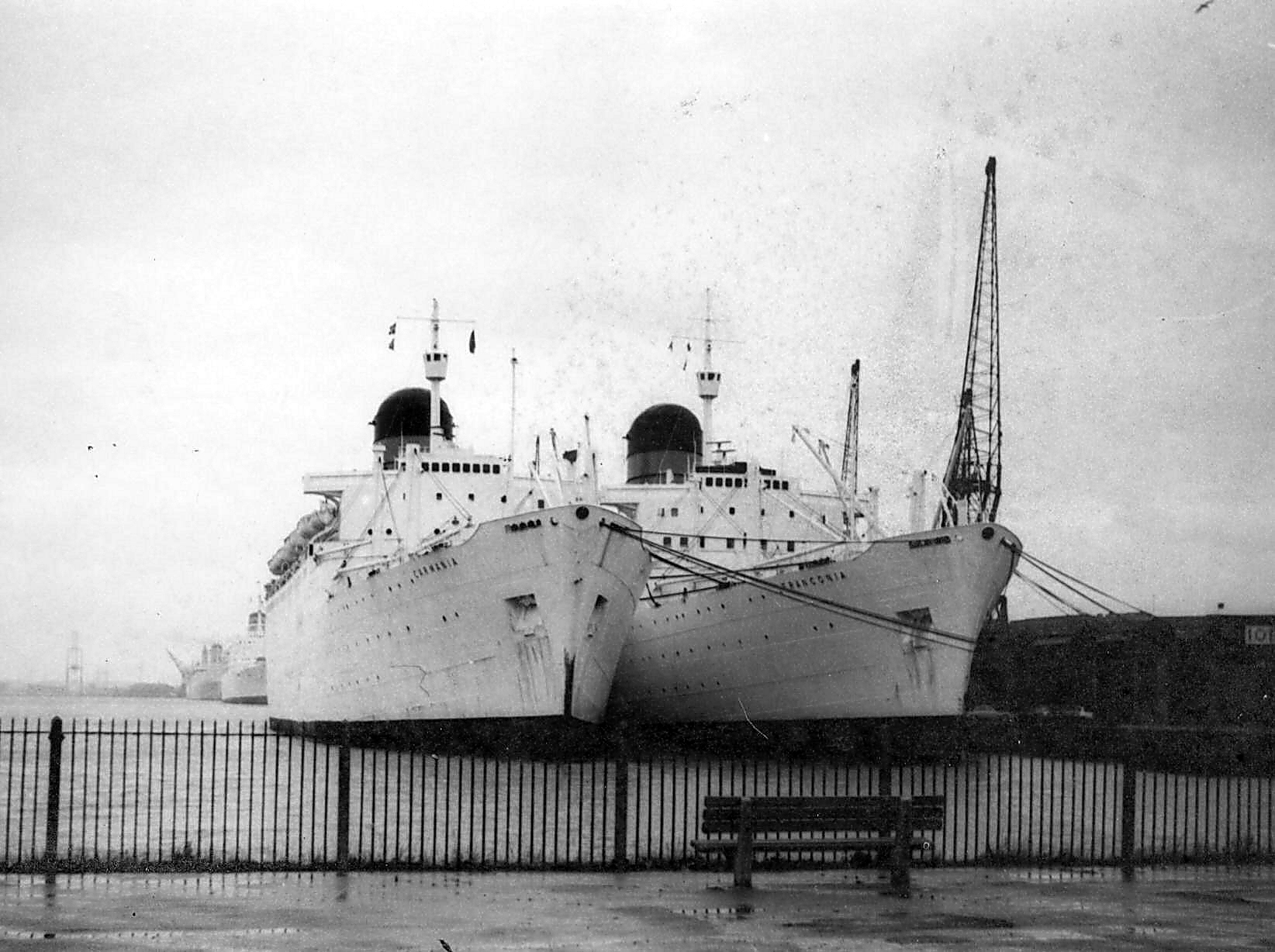
Als Franconia (rechts) in Southampton, 1971

Nach fast zwei Jahren Liegezeit ging die Franconia im August 1973 an die sowjetische Black Sea Shipping Company, die sie in Fedor Shalyapin umbenannte und fortan sowohl im Liniendienst von Southampton nach Australien als auch für Kreuzfahrten in australischen und europäischen Gewässern einsetzte. In ihren letzten Dienstjahren war sie ausschließlich für Kreuzfahrten in Fahrt. 1996 wurde das Schiff schließlich ausgemustert und in Illitschiwsk aufgelegt.
Nach acht Jahren Liegezeit ging die Fedor Shalyapin an eine indische Abbruchwerft. Am 11. Februar 2004 traf sie unter dem Überführungsnamen Salona in Alang ein, um dort in den folgenden Wochen abgewrackt zu werden. Zufälligerweise erfolgte der Abbruch der Salona direkt neben ihrem im Monat zuvor in Alang eingetroffenen Schwesterschiff Albatros (ehemals Sylvania).